# Daniel Sanabria
Julio César Cáceres López (Asunción, 1977. február 8. –) paraguayi válogatott labdarúgó.

## Pályafutása
A paraguayi válogatott színeiben részt vett a 2002-es labdarúgó-világbajnokságon.

## Statisztika
| Paraguay | Paraguay | Paraguay |
| Szezon   | Mérkőzés | Gól      |
| -------- | -------- | -------- |
| 2001     | 6        | 0        |
| 2002     | 0        | 0        |
| 2003     | 1        | 0        |
| Összesen | 7        | 0        |